# Smith
Smith – nazwisko angielskiego pochodzenia. Pochodzi od staroangielskiego słowa smið oznaczającego kowala. Jest to jedno z najbardziej popularnych nazwisk na świecie. W Wielkiej Brytanii i Stanach Zjednoczonych posługuje się nim ponad jeden procent ludności, w tym w samych Stanach Zjednoczonych ponad 2,5 miliona ludzi.

## Ludzie noszący nazwisko Smith
- Adam Smith (1723–1790) – szkocki myśliciel i ekonomista
- Adam James Smith (ur. 1991) – angielski piłkarz
- Adam Smith (ur. 1980) – amerykański snowboardzista
- Adrian Smith (ujednoznacznienie)
- Al Smith (Alfred Emanuel Smith) (1873–1944) – amerykański polityk
- Alan Smith (ujednoznacznienie)
- Alexander Hanchett Smith – amerykański mykolog
- Andrew Smith (ujednoznacznienie)
- Anna Smith (ur. 1988) – brytyjska tenisistka
- Anna Deavere Smith (ur. 1950) – amerykańska aktorka, performerka i pisarka
- Anna Nicole Smith (Vickie Lynn Hogan) – amerykańska modelka playboya i aktorka
- C. Aubrey Smith (1863–1948) – brytyjski aktor
- Chad Smith – perkusista kapeli Red Hot Chili Peppers
- Chris Smith (ujednoznacznienie)
- Christopher Smith (ujednoznacznienie)
- Denny Smith (ur. 1938) – amerykański polityk
- Edward Smith (ujednoznacznienie)
- George Joseph Smith (1872–1915) – brytyjski bigamista i seryjny morderca
- Jaclyn Smith – amerykańska aktorka telewizyjna i filmowa, modelka
- James Smith (1713–1806) – amerykański polityk
- James Edward Smith (1759–1828) – brytyjski botanik i założyciel Linnean Society of London
- James Smith-Stanley (1716–1771) – brytyjski arystokrata i polityk
- James Smith McDonnell „Mac” McDonnell (1899–1980) – amerykański inżynier, konstruktor i producent samolotów
- James Skivring Smith (1825–1884) – liberyjski polityk
- Jaden Smith – aktor dziecięcy, syn Willa Smitha
- Jimmy Smith – amerykański muzyk jazzowy
- John Smith (ujednoznacznienie)
- John Stafford Smith – brytyjski kompozytor
- Joseph Smith – założyciel i przywódca mormonów
- Joseph Smith (1925–1983) – amerykański bobsleista
- Kerr Smith (Kerr Van Cleve Smith) – amerykański aktor
- Kevin Smith – amerykański scenarzysta, reżyser, oraz aktor
- Kevin Tod Smith (1963–2002) – nowozelandzki aktor
- Maggie Smith (Margaret Natalie Smith Cross) (1934–2024) – brytyjska aktorka filmowa i teatralna
- Michael Smith (ujednoznacznienie)
- Patti Smith (ur. 1946) – amerykańska wokalistka
- Perry Smith – morderca opisany w książce Trumana Capote’a: Z zimną krwią
- Robert Smith (ujednoznacznienie)
- Roger Smith (ujednoznacznienie)
- Samantha Smith (ujednoznacznienie)
- Sid Smith – hokeista kanadyjski
- Sidney Smith – snookerzysta angielski
- Stan Smith (Stanley Roger Smith) – tenisista amerykański
- Vernon L. Smith – ekonomista amerykański, laureat Nagrody Nobla
- Walter Bedell Smith – generał US Army, szef CIA
- Will Smith (Willard Christopher Smith Jr.) – amerykański aktor filmowy
- William Smith (ujednoznacznienie)
- Willie Smith – angielski bilardzista
- Willow Smith – dziecięca piosenkarka, córka Willa Smitha
- Worthington George Smith – angielski ilustrator, archeolog, mykolog
- Zadie Smith – brytyjska pisarka

Postacie fikcyjne
- agent Smith – fikcyjna postać z trylogii filmowej Matrix
- Cyrus Smith – postać fikcyjna, bohater książki Tajemnicza wyspa Juliusza Verne’a
- Winston Smith – postać fikcyjna, bohater Roku 1984 Orwella
- Erwin Smith – postać fikcyjna, bohater mangi „Attack on Titan”